# Svenska Ponnyföreningen
Svenska Ponnyföreningen (SPF) bildades formellt den 27 november 1954 vid ett möte på Östermalmskällaren i Stockholm. Syftet med föreningen var att främja intresset för ponnysporten i Sverige, särskilt eftersom ponnyer var relativt ovanliga på tävlingsbanor och ridskolor fram till 1950-talet. Föreningens förste ordförande var Bengt Forsman som kom att sitta kvar på den posten i 34 år. Föreningen blev en del av Svenska Ridsportförbundet, som bildades 1993 genom en sammanslagning av flera ridsportorganisationer.

## Historik
1959 anordnade föreningen det första ponny-SM på Skansen, året därpå arrangeras det första ponny-SM i dressyr i Visby. Den första internationella ponnytävlingen anordnas 1971 i Nederländerna och 1972 hålls det första Ponny-EM i Landskrona. 1975 delas SPF upp i tre organisationer. SPF för ridsport, Svenska ponnyavelsförbundet som en ren avelsförening och Svenska ponnytravföreningen för travsporten med ponnyer. Två år efter introduktionen av Ridsportallsvenskan som utgör SM i lag i hästhoppning så startades 1978 Ponnyallsvenskan som på samma sätt utgör SM i lag, första guldet gick till Gävle ponnyklubb. 1987 donerade kungafamiljen Prins Carl Philips pris till Svenska Ponnyryttarförbundets Stockholmsdistrikt som har kommit att bli en landsomfattande cup i ponnyhoppning, den första segraren var Malin Baryard. 1993 gick föreningen tillsammans med Ridfrämjandet, Svenska Lantliga Ryttarföreningars Centralförbund upp i Svenska Ridsportens Centralförbund och bildade Svenska Ridsportförbundet.

## Ordförande
- Bengt Forsman 1954-1988
- Bo Nordén 1988-1993